# Queenstown (Maryland)
Queenstown è un comune degli Stati Uniti d'America, situato nello stato del Maryland, nella contea di Queen Anne's.

## Storia
Queenstown, in origine, era la sede della contea di Queen Anne, prima che questa venisse spostata a Centreville. Nel XIX secolo era un porto fluviale di importanza moderata dovuto alla vicinanza a Chesapeake Bay.
Durante la Guerra Anglo-Americana del 1812, Queenstown è stata attaccata dall'esercito inglese il 7 agosto del 1813.